# Тайлер Енніс (1989)
Тайлер Фостер Енніс (англ. Tyler Foster Ennis; 6 жовтня 1989, м. Едмонтон, Канада) — канадський хокеїст, лівий/правий нападник. Виступає за «Торонто Мейпл Ліфс» у Національній хокейній лізі.
Виступав за «Медисин-Гет Тайгерс» (ЗХЛ), «Баффало Сейбрс», «Портленд Пайретс» (АХЛ), «Лангнау Тайгерс» (локаут).
В чемпіонатах НХЛ — 345 матчів (89+123), у турнірах Кубка Стенлі — 13 матчів (3+5).
У складі національної збірної Канади учасник чемпіонату світу 2015 (10 матчів, 4+6). У складі молодіжної збірної Канади учасник чемпіонату світу 2009. 
Досягнення
- Чемпіон світу (2015)
- Переможець молодіжного чемпіонату світу (2009)
- Чемпіон ЗХЛ (2007)

Нагороди
- Пам'ятна нагорода Реда Гарретта (2010)